# Rachida Dati

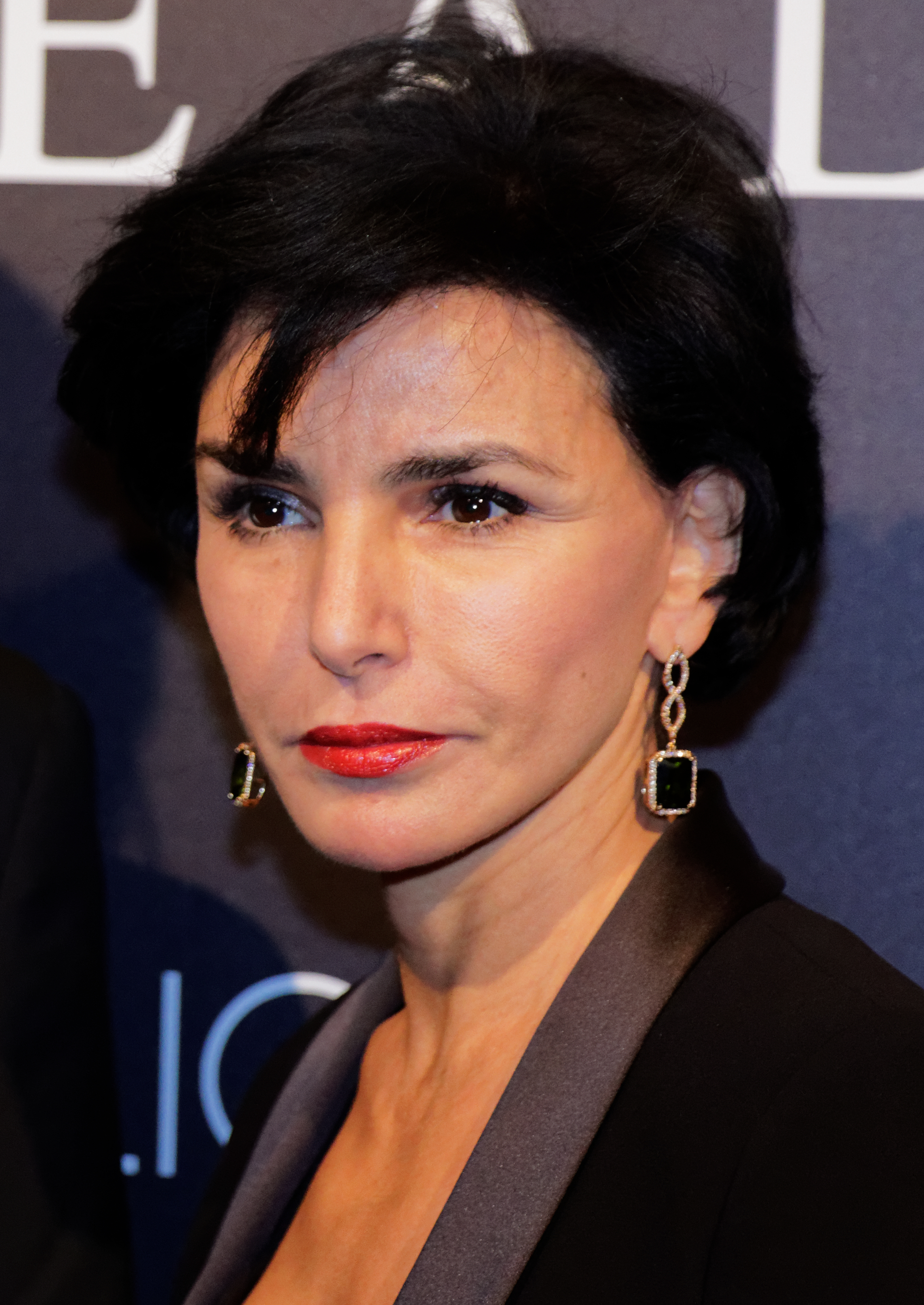
Rachida Dati

Rachida Dati (Saint-Rémy, 27 november 1965) is een Franse politica. Tijdens de Franse presidentsverkiezingen van 2007 was ze de woordvoerster van UMP-kandidaat Nicolas Sarkozy. Van 18 mei 2007 tot 23 juni 2009 was ze minister van Justitie. Daarna vertrok ze naar het Europees Parlement, maar in januari 2024 keerde ze terug in de kabinetten Attal, Barnier en Bayrou als minister van cultuur.
Dati werd geboren als tweede in een gezin van twaalf kinderen, als dochter van een Marokkaanse metselaar en een Algerijnse moeder. Haar kindertijd bracht ze door in een wijk van Chalon-sur-Saône. Ze bezocht katholieke scholen.
Van haar zestiende tot haar achttiende werkte ze als hulpverpleegster. Daarna werkte ze als boekhouder bij Elf Aquitaine, dankzij Albin Chalandon. Daarnaast volgde ze een economische managementstudie. 
Na haar studie werkte ze op het gebied van accountancy bij verschillende bedrijven. Van 1997 tot 1999 studeerde ze rechten op de École nationale de la magistrature. Daarna werkte ze op juridisch gebied bij verscheidene instanties.
In 2002 werd ze adviseur van Nicolas Sarkozy en werkte ze aan de wet Prévention de la délinquance ('preventie van jeugdcriminaliteit'). In december 2006 werd ze lid van het UMP en op 14 januari 2007 woordvoerder van Sarkozy, die op die dag de officiële kandidaat namens het UMP voor de Franse presidentsverkiezingen 2007 werd. 
Na zijn uitverkiezing tot president werd ze minister in het Kabinet-Fillon. Toen ze op de Place Vendôme aankwam, zei ze "Ik ben het symbool van Frankrijk".
In 2003 trouwde ze met de Libanese zakenman Walid Darwiche. Later scheidde ze van hem. In september 2008 zorgde ze voor enige controverse door bekend te maken dat ze zwanger was maar niet te zeggen wie de vader was. Op 2 januari 2009 schonk ze het leven aan dochter Zohra. Vijf dagen later ging ze weer aan het werk.
Op 23 januari 2009 gaf president Sarkozy te kennen haar niet meer als minister te wensen. Haar leidinggevende kwaliteiten zouden onvoldoende zijn en over de hervormingen die ze doorvoerde, zou ze niemand raadplegen. Bovendien zou ze een te luxe leven leiden, aldus Sarkozy. Vanaf 14 juli 2009 is ze lid van het nieuw gekozen Europees Parlement .
Dati was sinds haar aantreden een soort politieke beroemdheid geworden in Frankrijk. De bewindsvrouw van Marokkaans-Algerijnse komaf was altijd een schoolvoorbeeld van de door Sarkozy nagestreefde integratie van buitenlanders. Ook haar liefde voor haute couture en juwelen speelde mee. Ze stond regelmatig in de Franse modebladen wat door velen als ongepast werd ervaren. Ze kreeg de bijnaam ‘Rachida Barbie’.
- Bibliothèque nationale de France: cb155942917 (data)
- Gemeinsame Normdatei: 134186834
- International Standard Name Identifier: 0000 0003 7421 5656
- Library of Congress Control Number: n2008019731
- Réseau des bibliothèques de Suisse occidentale: 02-A013789180
- Istituto Centrale per il Catalogo Unico: TO0V651393
- Système universitaire de documentation: 12715356X
- Virtual International Authority File: 3684909
- WorldCat: E39PBJwMB9GrQR7kx48XXt8Hmd